# Grete Frische
Anne Grete Frische (15. juni 1911 i København – 17. august 1962 i Gentofte) var en dansk skuespillerinde, filminstruktør og manuskriptforfatter. Hun er datter af skuespilleren og dramatikeren Axel Frische og fik flere teaterroller, bl.a. på Det ny Teater. Selvom hun selv medvirkede i et par håndfulde spillefilm, var det nok mest for en række filmmanuskripter, bl.a. til de fleste Far til Fire-film, at hun for alvor slog igennem. I 1940'erne optrådte hun dog også i cabaret-forestillinger og fik stor succes som Snøvle-Sofie.
Hun skrev både manuskript og var instruktør på filmene Kriminalassistent Bloch (1943), En ny dag gryer (1945) og Så mødes vi hos Tove (1946) og leverede manuskriptet til bl.a. Jeg elsker en anden (1946), Lise kommer til byen (1947), Fodboldpræsten (1951) og Fløjtespilleren (1953).

## Filmografi
- Niels Pind og hans dreng – 1941
- En ny dag gryer – 1945
- Så mødes vi hos Tove – 1946
- Mosekongen – 1950
- Hold fingrene fra mor – 1951
- Unge piger forsvinder i København – 1951
- Hvad vil De ha'? – 1956
- Eventyrrejsen – 1960
- Landsbylægen – 1961